# Profesor na drodze
Profesor na drodze – polski komediodramat obyczajowy z 1973 roku. Jego treścią są wspomnienia nauczyciela i byłych uczniów technikum dla pracujących. Szkolne przeżycia powracają po przypadkowym spotkaniu z nauczycielem i wychowawcą klasy sprzed wielu lat. Film powstał na podstawie powieści nauczyciela polonisty Henryka Czarneckiego z 1971 pod takim samym tytułem (ISBN 83-218-0700-3) i zrealizowany został w szkole, w której wtedy pracował.
Trzy lata po premierze filmu, w 1976, reżyser Zbigniew Chmielewski nakręcił serial telewizyjny Daleko od szosy, w którym wykorzystał wątek tego samego technikum wieczorowego dla pracujących, współczesnego Zespołu Szkół Samochodowych – akcja obu filmów ulokowana jest w Łodzi, a aktorzy: Józef Nalberczak, Leonard Pietraszak i Henryk Staszewski zagrali te same role nauczycieli języka polskiego, rysunku technicznego i matematyki.

## Obsada
- Józef Nalberczak – nauczyciel języka polskiego w technikum, wychowawca klasy
- Józef Nowak – kierowca Józef Grzegorek, uczeń w technikum
- Bogusław Sochnacki – Antoni Pawlak, uczeń
- Jolanta Bohdal – Mariola, uczennica
- Jerzy Braszka – mechanik Robaczkiewicz, uczeń
- Zbigniew Józefowicz – milicjant Kucharski, uczeń
- Andrzej Jurczak – Adamski, uczeń
- Zygmunt Malawski – uczeń
- Leonard Pietraszak – nauczyciel rysunku technicznego w technikum
- Ewa Mirowska – Halina Pawlakowa